# TV-året 2009

## Händelser

### Januari
- 1 januari - Comedy Central ersätter tv-kanalen Star! i marknätet.[1]
- 11 januari - Bingolotto slår tittarrekord i TV4 Plus med 470 000 tittare.[2]

### Juni
- 12 juni - Analoga TV-sändningar i USA upphör, vilket innebär att alla stationer skall sända digitalt.[3]

### Augusti
- 31 augusti - Hallmark slutar sända i Norden efter att NBC värderat marknaden där som för liten.[4]

### Oktober
- 1 oktober - SF-kanalen från Canal+startar sina sändningar.[5]

### November
- 1 november - De analoga TV-sändningarna i Danmark upphör.[6]

### December
- 1 december - De analoga TV-sändningarna i Norge släcks ned, och övergången till digital-TV har fullbordats.[7]

## TV-program
- 18 september - Världens äldsta, och längsta tv-serie The Guiding Light avslutas på den amerikanska kanalen CBS. Totalt sedan starten i tv den 30 juni 1952, har 15 762 avsnitt visats i TV. Serien började dock som radioserie 1937.[8]

### Sveriges Television
- 1 januari - Premiär för dramaserien De halvt dolda
- 1 januari - Premiär för brittiska dramaserien Lost in Austen
- 2 januari - Franska dramaserien Dubbelgångare (Agathe contre Agathe)
- 5 januari - Säsongspremiär av Hockeykväll
- 5 januari - Franska dramaserien Treudden (Sous les vents de Neptune)
- 6 januari - Sånglustspelet Rabalder i Ramlösa med Eva Rydberg och Adde Malmberg m. fl., inspelat föregående sommar på Fredriksdalsteatern
- 8 januari - Ny säsong av Antikrundan med Anne Lundberg
- 9 januari - Brittiska miniserien Burn Up
- 12 januari - Säsongstart för Fråga doktorn
- 12 januari - Guldbaggegalan från Cirkus i Stockholm
- 13 januari - Underhållningsprogrammet Mästarnas mästare med Micke Leijnegard
- 13 januari - Säsongstart för Rakt på med K-G Bergström med K.-G. Bergström
- 13 januari - Andra säsongen av dramaserien Andra Avenyn fortsätter
- 15 januari - Säsongstart för Debatt med Jan Josefsson
- 16 januari - Pratshowen Skavlan med Fredrik Skavlan
- 18 januari - Premiär för brittiska fantasyserien Merlin
- 18 januari - Ny säsong av amerikanska dramaserien Nip/Tuck
- 18 januari - Ny säsong av samhällsprogrammet Agenda
- 25 januari - Ny säsong av humorserien Mia och Klara
- 25 januari - Premiär för dokumentärserien Diplomaterna
- 26 januari - Första avsnittet av miniserien Stormen med Mona Malm och Ingvar Hirdwall
- 28 januari - Danska dramaserien Sommer
- 18 februari - Andra säsongen av The Sarah Silverman Program med Sarah Silverman
- 18 februari - Ny säsong av amerikanska dramaserien Entourage
- 24 februari - Sammanfattning av Oscarsgalan 2009
- 27 februari - Ny omgång av Så ska det låta med Peter Settman
- 7 mars - Brittiska miniserien The Best Man med Toby Stephens
- 10 mars - Ny säsong av Kobra med Kristofer Lundström
- 13 mars - Humorserien Grillad
- 14 mars - Melodifestivalen med Petra Mede.
- 21 mars - Realityserien Var fan är min revy! med Magnus Uggla.
- 24 mars - Släktforskningsserien Vem tror du att du är? med bland andra Thomas Bodström, Magnus Härenstam och Helena Bergström
- 24 mars - Hälsoserien Dr Åsa med Åsa Vilbäck
- 28 mars - Andra säsongen av underhållningsprogrammet Babben & Co med Babben Larsson
- 29 mars - Repris från 2006 av Mäklarna med Kjell Bergqvist
- 12 april - Brittiska miniserien Fanny Hill
- 17 april - Dokumentärfilmen Ebbe - The Movie om Ebbe Carlsson
- 22 april - Ny omgång av amerikanska dramaserien Entourage
- 23 april - Entreprenörs- och realityserien Draknästet med Ebba Blitz
- 25 april - Henrik Ibsens pjäs Hedda Gabler med Helena af Sandeberg, Andreas Kundler med flera.
- 1 maj - Trädgårdsprogrammet Trädgårdsfredag med Pernilla Månsson Colt
- 3 maj - Repris från 1978 av dramaserien Hedebyborna
- 4 maj - Dokumentärfilmen H:r landshövding om Anders Björck
- 6 maj - Ny säsong av amerikanska komediserien Simma lugnt, Larry! med Larry David
- 19 maj - Brittiska dokumentärserien Vem tror du att du är? (Who Do You Think You Are?)
- 19 maj - Miniserien Krig och fred (War and Peace) med Malcolm McDowell
- 20 maj - Premiär för Antikmagasinet med Knut Knutson
- 22 maj - Repris från 1998 av komediserien Pistvakt - En vintersaga
- 22 maj - Repris från 1995 av komediserien Sjukan
- 23 maj - Enmansföreställningen The 90's - ett försvarstal med Henrik Schyffert
- 23 maj - Ryska miniserien Den första kretsen (V kruge pervom)
- 30 maj - Revyn På kryss med Hjalmar med Peter Flack
- 1 juni - Repris från 1997 av dramaserien Hammarkullen
- 2 juni - Amerikanska dramaserien The Bedford Diaries med Milo Ventimiglia
- 22 juni - Ny säsong av italienska kriminalserien Kommissarie Montalbano
- 23 juni - Ny omgång av underhållningsprogrammet Allsång på Skansen med Anders Lundin
- 23 juni - Tolfte säsongen av brittiska kriminalserien Morden i Midsomer
- 26 juni - Dokumentärfilmen Ingo - 50 år efter knockouten om Ingemar Johansson
- 27 juni - Tyska kriminalserien Kriminaljouren
- 29 juni - Repris från 2000 av dramaserien Det nya landet
- 5 juli - Brittiska dramaserien Being Human
- 9 juli - Repris från 2004 av komediserien Kvarteret Skatan
- 15 juli - Femte säsongen av brittiska kriminalserien Mördare okänd (Waking the Dead)
- 27 juli - Repris från 2007 av dramaserien Upp till kamp
- 27 juli - Premiär för norska dramaserien Himmelblå
- 4 augusti - Sjätte säsongen av brittiska kriminalserien Foyle's War
- 11 augusti - Repris från 2006 av Svenska dialektmysterier med Fredrik Lindström
- 17 augusti - Ny omgång av Vetenskapsmagasinet med Linda Nyberg
- 18 augusti - Tredje säsongen av vetenskapsprogrammet Dr Åsa med Åsa Vilbäck
- 20 augusti - Nittonde säsongen av debattprogrammet Debatt med Belinda Olsson
- 21 augusti - Andra säsongen av Trädgårdsfredag med Pernilla Månsson Colt
- 21 augusti - Repris från 1981 av tyska dramaserien Berlin Alexanderplatz
- 26 augusti - Premiär för danska dramaserien Livvakterna
- 28 augusti - Norska dramaserien Störst av allt är kärleken (Størst av alt) med Toralv Maurstad
- 3 september - Ny omgång av konsumentprogrammet Plus med Sverker Olofsson
- 3 september - Ny omgång av naturprogrammet Mitt i naturen med Martin Emtenäs
- 4 september - Femte säsongen av underhållningsprogrammet Doobidoo med Lasse Kronér
- 5 september - Brittiska miniserien Kommissarie Barclay (Hunter) med Hugh Bonneville
- 8 september - Realityserien Den stora resan
- 8 september - Premiär för den tredje säsongen av dramaserien Andra Avenyn
- 12 september - Repris från 2003 av dramaserien En ö i havet
- 12 september - Ny omgång av underhållningsprogrammet Här är ditt liv
- 13 september - Svenska miniserien Mannen under trappan med Jonas Karlsson
- 18 september - Andra säsongen av Skavlan med Fredrik Skavlan
- 27 september - Andra säsongen av komediserien Playa del Sol med Mikael Tornving
- 3 oktober - Femte säsongen av underhållningsprogrammet Robins med Robin Paulsson
- 5 oktober - Andra säsongen av dramaserien Livet i Fagervik
- 6 oktober - Ny säsong av Kobra med Kristofer Lundström
- 7 oktober - Premiär för BLA Stockholms nya TV-serie För alla åldrar
- 9 oktober - Tredje säsongen av amerikanska kriminalserien Brotherhood
- 11 oktober - Premiär för dramadokumentärserien Fallet (TV-serie)
- 15 oktober - Ny säsong av matlagningsprogrammet Niklas mat med Niklas Ekstedt
- 15 oktober - Relationsprogrammet Ett fall för Louise med Linda Nyberg
- 24 oktober - Andra omgången av Dansbandskampen
- 2 november - Ny omgång av vetenskapsmagasinet Vetenskapens värld
- 4 november - Kriminalserien Morden med Kjell Bergqvist
- 7 november - Dramaserien Guds tre flickor med Suzanne Reuter och Jacob Ericksson
- 8 november - Amerikanska dramaserien John Adams om John Adams
- 10 november - Premiär för diskussionsprogrammet Sommarpratarna
- 13 november - Brittiska trädgårdsmagasinet Trädgårdsapoteket (Grow Your Own Drugs)
- 23 november - Andra säsongen av släktforskningsserien Vem tror du att du är?, med bl.a. Claes Malmberg, Dogge Doggelito, Lotta Ramel och Ulf Adelsohn
- 1 december - Julkalendern Superhjältejul.[9]
- 4 december - Ny omgång av underhållningsprogrammet På spåret med Kristian Luuk.
- 5 december - Den tredje säsongen av Vinterstudion startar med programledare André Pops.
- 12 december - Brittiska thrillerserien Burn Up med Neve Campbell
- 23 december - Brittiska miniserien Tess (Tess of the D'Urbervilles)
- 24 december - Kalle Anka och hans vänner önskar God Jul
- 24 december - Sagan om Karl-Bertil Jonssons julafton
- 24 december - Andra säsongen av brittiska kriminalserien Kommissarie Lewis (Lewis) med Kevin Whately
- 25 december - TV-filmen Stenhuggaren med Niklas Hjulström
- 26 december - Fjärde omgången av Stjärnorna på slottet
- 27 december - Amerikanska dramaserien Damernas detektivbyrå (The No. 1 Ladies' Detective Agency)
- 28 december - Dokumentären Året med kungafamiljen med Linda Nyberg
- 28 december - Brittiska kriminalserien Collision

### TV3
- 6 januari - Elfte säsongen av Top Model
- 12 januari - Premiär för dramaserien Lipstick Jungle
- 26 januari - Inredningsserien Design: Simon & Tomas
- 29 januari - Ny omgång av livsstilsprogrammet Lyxfällan
- 5 februari - Ny omgång av Du är vad du äter med Anna Skipper
- 17 februari - Premiär för amerikanska kriminalserien The Mentalist
- 5 mars - Realityserien Stockholm-Arlanda
- 6 mars - Ny omgång av underhållningsprogrammet Singing Bee med Hanna Hedlund
- 16 mars - Femtonde (och sista) säsongen av amerikanska dramaserien Cityakuten
- 21 mars - Underhållningsprogrammet Sveriges smartaste barn
- 21 mars - Underhållningsprogrammet Jag vet vad du gjorde förra lördagen med Johan Pettersson
- 9 april - Tredje säsongen av Grannfejden med Robert Aschberg
- 3 juni - Repris från 2008 av fjärde säsongen av Lyxfällan
- 6 juni - Första avsnittet av amerikanska deckarserien Brottskod: Försvunnen
- 21 juni - Premiär för amerikanska komediserien Pushing Daisies
- 6 juli - Andra säsongen av amerikanska dramaserien Lipstick Jungle
- 13 juli - Premiär för amerikanska realityserien The Cougar
- 29 juli - Repris från 2008 av femte säsongen av Lyxfällan
- 3 september - Sjunde säsongen av Lyxfällan
- 6 september - Tredje säsongen av dejtingprogrammet Ensam mamma söker
- 8 september - Sjätte säsongen av amerikanska realityserien Hell's Kitchen med Gordon Ramsay
- 12 september - Amerikanska dramaserien Royal Pains med Mark Feuerstein
- 14 september - Inredningsprogrammet Sveriges fulaste hem med Tomas Cederlund och Simon Davies
- 14 september - Dokumentärserien Svenska Hollywoodfruar
- 15 september - Underhållningsprogrammet Superstars med Renée Nyberg
- 17 september - Underhållningsprogrammet Comedy Fight Club med Johan Petersson
- 18 september - Tionde säsongen av brittiska kriminalserien Morden i Midsomer
- 5 oktober - Första säsongen av amerikanska kriminalserien Brottskod: Försvunnen
- 5 oktober - Repris från 1999 av första säsongen av amerikanska komediserien Seinfeld
- 7 oktober - Andra säsongen av dokumentärserien Stockholm-Arlanda
- 8 oktober - Fjärde säsongen av musiktävlingen Singing Bee
- 10 oktober - Andra säsongen av underhållningsprogrammet Hål i väggen
- 19 oktober - Fjärde säsongen av Grannfejden med Robert Aschberg
- 27 oktober - Andra säsongen av The Mentalist med Simon Baker
- 29 oktober - Insamlingsprogrammet Rosa Bandet-galan med Hasse Aro och Renée Nyberg
- 10 november - Ny omgång av amerikanska kriminalserien NCIS
- 10 november - Premiär för amerikanska kriminalserien NCIS: Los Angeles
- 13 november - Elfte säsongen av Morden i Midsomer
- 15 november - Femte säsongen av amerikanska kriminalserien Bones
- 19 november - Premiär för dokumentärserien Kniven mot strupen
- 6 december - Ny omgång av amerikanska tävlingsprogrammet   Project Runway
- 12 december - Åttonde säsongen av amerikanska komediserien Scrubs
- 14 december - Amerikanska dramaserien Trauma
- 20 december - Underhållningsprogrammet Anna Ankas jul med Anna Anka

### TV4
- 4 januari - Premiär för Snillen snackar med Carina Berg
- 9 januari - Fjärde säsongen av Let's Dance
- 12 januari - Andra säsongen av amerikanska Californication
- 13 januari - Ny omgång av inredningsprogrammet Bygglov
- 13 januari - Säsongstart för Dr Houses svåraste fall med Hugh Laurie
- 14 januari - Realityserien Semestersvenskar
- 16 januari - Amerikanska komediserien Samantha (Samantha Who?) med Christina Applegate
- 17 januari - Realityserien Made in Sweden
- 20 januari - Realityserien Victoria Silvstedt - My Perfect Life med Victoria Silvstedt
- 29 januari - Ny omgång av Sveriges värsta bilförare med Adam Alsing
- 30 januari - Tredje säsongen av Hjälp!
- 2 februari - Svenska realityserien Familjen annorlunda
- 2 februari - Premiär för matlagningsprogrammet Halv åtta hos mig
- 25 februari - Amerikanska dramaserien Lie to Me
- 5 mars- Ny omgång av amerikanska kriminalserien Medium
- 15 mars - Säsongstart för dokumentärserien Spårlöst
- 18 mars - Ny omgång av livsstilsprogrammet Rent hus
- 21 mars - Robinson 2009 med Linda Isacsson
- 22 mars - Ny omgång av Parlamentet
- 24 mars - Ny säsong av Äntligen hemma med Martin Timell
- 3 april - Underhållningsprogrammet Talang 2009 med Tobbe Blom och Markoolio
- 3 april - Underhållningsprogrammet Berg flyttar in med Carina Berg
- 9 april - Underhållningsprogrammet Hjälp! Jag är med i en japansk tv-show
- 20 april - Misstänkt med Lasse Bengtsson har premiär.
- 27 april - Dokumentärserien Familjen Bonnier om släkten Bonnier
- 28 maj - Repris från 2008 av kriminalserien Oskyldigt dömd
- 3 juni - Svenska dramaserien Blomstertid med Peter Magnusson
- 12 juni - Reprisstart av Berg flyttar in med Carina Berg.
- 13 juni - Sommarkrysset har säsongspremiär från Gröna Lund.
- 22 juni - Ny omgång av underhållningsprogrammet Lotta på Liseberg med Lotta Engberg
- 25 juni - Inredningsprogrammet Sommar med Ernst med Ernst Kirchsteiger
- 29 juni - Väderkanalen har premiär
- 29 juni - Skräckserien Harper's island har premiär.
- 30 juni - Premiär för brittiska dramaserien Älskarinnor med Sarah Parish
- 7 juli - Tredje säsongen av Ghost Whisperer med Jennifer Love Hewitt
- 17 juli - Fjärde säsongen av brittiska kriminalserien Rebus
- 5 augusti - Repris av brittiska dokumentärserien Dinosauriernas tid
- 12 augusti - Repris från 2006 av danska kriminalserien Anna Pihl
- 5 september - Brittiska dramaserien Överlevarna (Survivors)
- 7 september - Premiär för Tinas cookalong med Tina Nordström
- 8 september - Sjätte säsongen av musiktävlingen Idol
- 11 september - Premiär för underhållningsprogrammet Kändisdjungeln med David Hellenius och Tilde de Paula.
- 14 september - Repris från våren 2009 av amerikanska komediserien Samantha (Samantha Who?) med Christina Applegate
- 27 september - Ny omgång av underhållningsprogrammet Parlamentet med Anders S. Nilsson
- 28 september - Matlagningsprogrammet Matakuten med Melker Andersson
- 29 september - Femte säsongen av amerikanska dramaserien House med Hugh Laurie
- 30 september - Andra säsongen av svenska kriminalserien Oskyldigt dömd med Mikael Persbrandt
- 1 oktober - Realityserien Inlåst
- 3 oktober - Tredje säsongen av musiktävlingen Körslaget med Gry Forssell
- 5 oktober - Tredje säsongen av matlagningsprogrammet Halv åtta hos mig
- 6 oktober - Ny omgång av inredningsprogrammet Äntligen hemma med Martin Timell
- 7 oktober - Fjärde säsongen av realityserien Bonde söker fru med Linda Isacsson
- 8 oktober - Premiär för realityserien Mammas pojkar
- 12 oktober - Förkväll har säsongspremiär.
- 23 oktober - Underhållningsprogrammet Cirkus Möller med Måns Möller
- 26 oktober - Premiär för första säsongen av FlashForward
- 12 november - Amerikanska dramaserien Glee
- 21 november - Realityserien Robinson Karibien med Paulo Roberto
- 30 november - Faddergalan 2009 sänds.
- 4 december - Semifinalen av "Idol" sänds från Scandinavium i Göteborg.
- 11 december - Finalen av "Idol" sänds från Globen i Stockholm.
- 18 december - Underhållningsprogrammet Jul med Ernst med Ernst Kirchsteiger

### TV4 Plus
- 3 mars - Kattis Ahlström har premiär för sin talkshow Kattis & Company
- 14 mars - Leila på landet har premiär.
- 15 mars - Hundcoachen har premiär.
- 16 april - Tinas trädgård har säsongsstart.
- 16 augusti - BingoLotto har säsongsstart.

### Kanal 5
- 4 januari - Andra säsongen av brittiska dramaserien Skins
- 5 januari - Premiär för matlagningsprogrammet Sjön suger med Johan Ulveson och Lennart Jähkel
- 11 januari - Dokumentärserien Pamela Anderson: Girl on the Loose med Pamela Anderson
- 14 januari - Premiär för inredningsserien Arga snickaren med Anders Öfvergård
- 14 januari - Dokumentärserien Hopkins om sjukhuset Johns Hopkins Hospital
- 8 februari - Matlagningsprogrammet Jamies matrevolution (Jamie's Ministry of Food) med Jamie Oliver
- 16 februari - Realityserien Charterhjältar
- 24 februari - Premiär för dejtingserien Den rätte för Rosing med Linda Rosing
- 16 mars - Underhållningsprogrammet Ballar av stål
- 25 mars - Inredningsprogrammet Roomservice
- 30 mars - Ny säsong av realityserien Färjan
- 14 april - Ny omgång av komediserien Ugly Betty
- 19 april - Komediserien Söndagsparty med Filip & Fredrik med Filip och Fredrik
- 14 juni - Premiär för amerikanska komediserien Privileged
- 14 juni - Premiär för amerikanska dramaserien Mad Men
- 17 juni - Amerikanska dejtingprogrammet The Bachelorette
- 17 juni - Amerikanska danstävlingen So You Think You Can Dance med Cat Deeley
- 20 juni - Andra säsongen av amerikanska kriminalserien Psych
- 22 juni - Repris från 2005 av inredningsprogrammet Roomservice
- 27 juni - Frågesportprogrammet Power of 10 med Mikael Tornving
- 22 juli - Sjunde säsongen av amerikanska komediserien Seinfeld
- 24 augusti - Humorshowen Henrik Dorsin - godkänd kvalitetsunderhållning med Henrik Dorsin
- 28 augusti - Amerikanska realityserien She's Got the Look
- 7 september - Tredje säsongen av dokumentärserien Färjan
- 7 september - Premiär för underhållningsserien Roast på Berns med Erik Haag
- 10 september - Frågesportprogrammet Nöjespokalen med Sofia Wistam
- 30 september - Femte säsongen av amerikanska dramaserien Greys Anatomy
- 6 oktober - Sjätte säsongen av amerikanska dramaserien Desperate Housewives
- 7 oktober - Andra säsongen av inredningsserien Arga snickaren
- 8 oktober - Ny omgång av dokumentärserien SOS Gute
- 8 oktober - Tredje säsongen av amerikanska komediserien Christine med Julia Louis-Dreyfus
- 15 oktober - Femte säsongen av amerikanska kriminalserien Criminal Minds
- 18 oktober - Andra säsongen av Vem kan slå Filip och Fredrik med Filip och Fredrik
- 18 oktober - Andra säsongen av The Big Bang Theory
- 2 november - Premiär för dokumentärserien Ullared
- 1 december - Fjärde säsongen av amerikanska komediserien Ugly Betty

### TV8
- 15 mars - Första avsnittet av Ystad-Haparanda, talkshow med Robert Aschberg och Gert Fylking, inspelad på olika platser under programledarnas vandringsfärd från södra till norra Sverige.

### TV9
- 28 oktober - Andra säsongen av matlagningsprogrammet Sjön suger med Lennart Jähkel och Johan Ulveson

## Mest sedda program
| Program                                   | Tittare   | Kanal | Datum       | Ref    |
| ----------------------------------------- | --------- | ----- | ----------- | ------ |
| Melodifestivalen - Final                  | 3 590 000 | SVT1  | 14 mars     | [ 10 ] |
| Kalle Anka och hans vänner önskar god jul | 3 295 000 | SVT1  | 24 december | [ 10 ] |
| Eurovision Song Contest - Final           | 3 120 000 | SVT1  | 16 maj      | [ 10 ] |
| Let's Dance - Final                       | 2 635 000 | TV4   | 27 mars     | [ 10 ] |
| På spåret                                 | 2 350 000 | SVT1  | 2 januari   | [ 10 ] |
| Svenska idrottsgalan                      | 2 345 000 | SVT1  | 19 januari  | [ 10 ] |
| Antikrundan                               | 2 225 000 | SVT1  | 8 januari   | [ 10 ] |
| Allsång på Skansen                        | 1 955 000 | SVT1  | 23 juni     | [ 10 ] |
| Så ska det låta                           | 1 950 000 | SVT1  | 27 februari | [ 10 ] |
| Beck – I Guds namn                        | 1 930 000 | TV4   | 22 mars     | [ 10 ] |

## Avlidna
- 10 mars – Derek Benfield, 82, brittisk skådespelare (Arvingarna) och dramatiker.
- 31 mars – Jarl Alfredius, 66, svensk journalist och nyhetsankare i Aktuellt.
- 25 april – Beatrice Arthur, 86, amerikansk skådespelare (Maude, Pantertanter).[11]
- 1 september – Maj Ödman, 94, svensk radio- och TV-producent.
- 28 september – Ulf Larsson, 53, svensk skådespelare (Bröderna Olsson, Kusiner i kubik), komiker (Pratmakarna), regissör och programledare (Söndagsöppet, Blåsningen).[12]
- 12 november – Stefan Feierbach, 54, svensk skådespelare (Kråkguldet, Stora skälvan).

### Fotnoter
1. ↑  Martin Schori (9 januari 2015). ”Motig start för Comedy Central”. TV4. Arkiverad från originalet den 21 juli 2015. https://web.archive.org/web/20150721135735/http://www.dagensmedia.se/nyheter/article17985.ece. Läst 18 juli 2015.
2. ↑  ”Succéstart för Hela Sverige bakar ger tittarrekord i Sjuan”. TV4. 21 september 2012. http://www.tv4.se/hela-sverige-bakar/artiklar/succestart-f%C3%B6r-hela-sverige-bakar-ger-tittarrekord-i-sjuan-505c34a604bf726c8f0000b8. Läst 18 juli 2015.
3. ↑  Brian Stelter (12 juni 2009). ”Stations Turn Off Analog Signals as Digital TV Deadline Arrives” (på engelska). Mediadecoder. http://mediadecoder.blogs.nytimes.com/2009/06/12/stations-turn-off-analog-signals-as-digital-tv-deadline-arrives/?_r=0. Läst 18 juli 2015.
4. ↑  ”Slut med Jetix/Hallmark Channel på kabel-TV i NARSAQ” (på danska). INI. 1 september 2009. Arkiverad från originalet den 7 mars 2016. https://web.archive.org/web/20160307064919/http://www.ini.gl/default.aspx?func=article.view&id=691518&lang=DK. Läst 18 juli 2015.
5. ↑  ”Många storfilmer under helsvenska SF-kanalens premiärmånad”. My News Desk. 1 oktober 2009. Arkiverad från originalet den 21 juli 2015. https://web.archive.org/web/20150721234354/http://www.mynewsdesk.com/se/pressreleases/maanga-storfilmer-under-helsvenska-sf-kanalens-premiaermaanad-325133. Läst 18 juli 2015.
6. ↑  Petter Birgersson (1 november 2009). ”Svart i rutan för danska TV-kanaler”. Sydsvenskan. http://www.sydsvenskan.se/danmark/svart-i-rutan-for-danska-tv-kanaler/. Läst 18 juli 2015.
7. ↑  ”Når skjedde digitalovergangen?” (på norska). Norges televisjon. http://www.ntv.no/nar. Läst 19 februari 2017.
8. ↑  ”Anrik TV-såpa försvann ur etern”. Ttla. 19 september 2009. https://www.ttela.se/anrik-tv-s%C3%A5pa-f%C3%B6rsvann-ur-etern-1.2999275. Läst 18 juli 2015.
9. ↑  ”Jultradition”. Arkiverad från originalet den 25 april 2012. https://web.archive.org/web/20120425112719/http://www.jultradition.se/tv.htm. Läst 26 mars 2011.
10. 1 2 3 4 5 6 7 8 9 10  "Årsrapport 2009" Arkiverad 6 januari 2014 hämtat från the Wayback Machine.. MMS.se. Läst 25 augusti 2013.
11. ↑  Pantertanten blev 86 år, Aftonbladet 25 april 2009
12. ↑  Skådespelaren Ulf Larsson död, SVT Nyheter 29 september 2009